# Esen Tayishi
Esen Tayishi (* vor 1439; † 1455, chinesisch 也先台吉, Pinyin yěxiān táijí) war im 15. Jahrhundert ein Führer der Chorosen, eines oiratischen Mongolenstammes. Er ist vor allem berühmt geworden durch die Gefangennahme des chinesischen Ming-Kaisers Zhengtong im Jahr 1449 während der Tumukrise.

## Aufstieg zur Macht
Im Jahr 1439 folgte Esen seinem Vater Toghon Tayishi als Führer der Chorosen. Sein Vater hatte das Gebiet der Oiraten wesentlich ausgedehnt und ihre Anerkennung durch andere Mongolenstämme vergrößert. Unter der Führung von Esen eroberten die Oiraten auch den Rest der Mongolei, indem sie unter anderem die Jurchen und Urianchai unterwarfen und die Kontrolle über die Oase Hami an der Seidenstraße zwischen den Wüsten Gobi und Takla Makan übernahmen.
Um seine Position unter den Mongolen zu sichern, heiratete Esen die Tochter Uvais Khan (1418–1428), da dieser seine Abstammung auf Dschingis Khan zurückführen konnte. Uvais Khan, der Führer des Tschagatai-Khanats, war mehrmals von Esen besiegt und sogar zweimal gefangen genommen worden. Für die zweite Freilassung forderte Esen die Hand der Tochter Uvais Khans. Für die Heirat konvertierte Esen nominell zum Islam.

## Der Konflikt mit den Ming
Viele von Esens Aktivitäten irritierten die Führer der zu dieser Zeit in China herrschenden Ming-Dynastie. Die Ming hatten in Bezug auf ihre nördlichen Nachbarn schon seit einiger Zeit die Politik des „divide et impera“ verfolgt, indem sie gesonderte Handels- und Tributverträge mit vielen Stammesführern gleichzeitig unterhielten, die sie durch Gerüchte von Verschwörungen und das Hervorrufen von Neid gegeneinander ausspielen konnten. Eine vereinte Mongolei unter einem Führer wäre mit einer solchen Politik nicht so einfach zu beherrschen gewesen. Darüber hinaus bewohnten einige der von den Oiraten bezwungenen Stämme Gebiete, die auch von den Ming beansprucht wurden, und andere Stämme wurden durch die Eroberungen der Oiraten nach Süden auf chinesisches Gebiet abgedrängt. Außerdem blieben die Tributzahlungen der Oase Hama aus, die vorher an die Ming gegangen waren, als Esen ihre Führer davon überzeugte, zukünftig den Tribut an ihn zu entrichten.
Die Lage wurde dadurch noch verschärft, dass Esen die Häufigkeit der mongolischen Tributmissionen zu den Ming wesentlich erhöhte, so dass diese gezwungen waren, eine immer kostspieligere Gastfreundschaft zu gewähren, ungeachtet der tatsächlichen Tributzahlungen oder der mit den Mongolen abgeschlossenen Handelsverträge. Die heute noch vorliegenden Berichte lassen darauf schließen, dass sich die Waagschale bei diesen Tributmissionen immer mehr zugunsten der Mongolen neigte und den Ming beträchtliche Verluste entstanden. Eine weitere der bisher gewöhnlich von den Ming benutzten Methoden, um mit der Situation umzugehen, nämlich die Erzeugung von Rivalität zwischen mongolischen Stammesführern, scheiterte völlig, weil sie das Ausmaß der Macht Esens unterschätzten und Gegner aufbauten, die bei weitem nicht den Status hatten wie Esen. Ein herausragendes Beispiel für einen solchen nicht angemessenen Rivalen ist der damals amtierende Khan Toghto Bukha.
Einige Unterhändler der Chinesen machten Esen nicht von der Führung gedeckte Versprechungen, so etwa mehrfach das Angebot, Esens Sohn mit einer chinesischen Prinzessin zu verheiraten. Solche Versprechungen wurden zu Esens Missvergnügen vom kaiserlichen Hof regelmäßig nicht erfüllt.

## Invasion von China
Unter anderem als Vergeltung für echte und eingebildete Kränkungen führte Esen 1449 einen Einfall der Oiraten in das nördliche China, der in der unverhofften Gefangennahme des Kaisers Zhengtong während des Tumu-Zwischenfalls gipfelte. Der großräumige, in drei parallelen Vorstößen geführte Feldzug begann im Juli 1449. Khan Toghto Bukha führte den östlichen Vorstoß, und Esen stand an der Spitze der Truppen, die im August die Stadt Datong eroberten.
Der Ming-Kaiser Zhengtong, nach äußerst schlechtem Rat handelnd, entschloss sich, selbst an der Spitze seiner Truppen in die Schlacht zu ziehen. Dies hatte unheilvolle Folgen.

### Die Anfangsfehler der Chinesen
Der Feldzug der Mongolen war eine Folge von Überfällen und Massakern an chinesischen Truppen, obwohl die kaiserlichen Streitkräfte in diesem Gebiet auf bis zu 500.000 Soldaten geschätzt werden. Esen Tayishi hatte nur etwa 20.000 Reiter, die vor allem damit rechneten, die traditionellen Grenzüberfälle der Oiraten durchzuführen.
Datong lag außerhalb des Schutzes der Großen Mauer. Nach dem ersten Angriff, bei dem Esen die Verteidiger der Stadt niedermachte, zog er sich mit seinen Reitern in die Steppe zurück. Der Kaiser und seine hastig aufgestellte Armee beschlossen beim Erreichen von Datong, direkt wieder umzukehren. Auf dem viertägigen Rückmarsch zur Mauer wurden sie von den Reitern der Oiraten immer wieder angegriffen, und auch das Wetter zeigte sich mit Regen und Gewittern nicht günstig. Schließlich erreichten die Ming-Soldaten das Fort von Tumu (Tumubao). Anstatt hier eine sicher zu verteidigende Position einnehmen zu können, wurden sie gegen die nördliche Festungsmauer gedrängt.

### Die Gefangennahme des Kaisers
Die meisten der verbliebenen Soldaten wurden ebenso wie die Offiziere und hochrangigen Hofbeamten mit Ausnahme des Kaisers von den Angreifern getötet. Esen selbst war noch in der Nähe von Xianfu, eine Wegstrecke von Tumu entfernt. Als der gefangengenommene Kaiser in sein Lager gebracht wurde, versuchte Esen zunächst, ein Lösegeld für den Kaiser zu erpressen, nachdem er innerhalb von sechs Wochen größere Streitkräfte in der Nähe von Peking zusammengezogen hatte. Überraschenderweise wurde seine Forderung von Yu Qian, dem neuen Oberbefehlshaber der Ming, zurückgewiesen. Er ließ ausrichten, dass das Leben des Kaisers nicht so wichtig sei wie das Schicksal des Reiches. Diese Haltung hatte ihre Gründe zumindest zum Teil darin, dass in der Zwischenzeit der Halbbruder von Zhengtong, Zhu Qiyu, den Thron bestiegen hatte und unter dem Namen Jingtai zum neuen Kaiser ausgerufen worden war.

### Die Belagerung von Peking
Nachdem der Versuch, ein Lösegeld zu erhalten, gescheitert war, begann Esen eine Belagerung der Hauptstadt. Der neue Kommandeur der Ming, Yu Qian, bediente sich jedoch geschickt der Verteidigungsanlagen der Stadt und wandte Listen an, um die Belagerer zu entmutigen. So täuschte er den Verlust der Kontrolle über ein Stadttor vor und lockte damit die Mongolen zum Eindringen in die Stadt. Durch das Schließen des Tores gelang es Yu Qian, einen Teil der Mongolen von der Hauptstreitmacht abzutrennen und zu überwältigen, wobei Esens Eidbruder getötet wurde. Als schließlich Verstärkung aus dem Süden anrückte, zog sich Esen mit seinem Heer zurück.
Esen war daraufhin gezwungen, wieder Verhandlungen mit den Ming aufzunehmen, da die Mongolen auf den Handel mit ihnen angewiesen waren. Um die Beziehungen wieder zu normalisieren, musste Esen schlechtere Bedingungen als vorher akzeptieren. Sogar seine Geisel, der ehemalige Kaiser von China, wurde nach einigen Jahren wieder freigelassen und folgte seinem Halbbruder nach dessen Tod auf den Thron.

## Rebellionen und Tod
Viele unter den Mongolen glaubten, dass Esen durch die diplomatische Niederlage nach seinem militärischen Sieg zu sehr geschwächt worden war, und es wurden einige Versuche unternommen, ihn zu entmachten. Der bemerkenswerteste Versuch war der des amtierenden Khans Toghto Bukha, der seine Truppen 1451 offen gegen Esen führte. Sie wurden jedoch von den Oiraten und ihren Verbündeten an Zahl übertroffen, und der Khan wurde beim Rückzugsversuch gefangen genommen und getötet.
Esen Tayishi konnte so seine frühere Macht wiedergewinnen, indem er sich im Kampf gegen Rivalen wie den regulären Khan Toghto Bukha bewies. Auch die politischen Beziehungen und der Handel mit China waren wieder in Gang gekommen, und während Esens Herrschaft unternahmen die Oiraten eine erfolgreiche Expedition nach Moghulistan, Taschkent und Transoxanien und erreichten die Kipchak-Steppen in Süd-Russland in den Jahren zwischen 1452 und 1455. Sie kehrten mit reicher Beute heim.
Nach dem Sieg über Bukha beanspruchte Esen 1453 den Titel des Khans für sich selbst. Der Ming-Kaiser war unter den ersten, die diesen Anspruch anerkannten, die anderen Mongolen, egal ob Oirat oder nicht, nahmen ihn jedoch mit Ablehnung oder Wut zur Kenntnis. Obwohl Esen durch seine Heirat mit der königlichen Linie Temüdschins verbunden war, erscheint es unwahrscheinlich, dass er zum Khan gewählt worden wäre. Die Führerschaft unter den Mongolen wurde nicht über den erstgeborenen Sohn weitergegeben (Primogenitur), sondern über die Kurultai, ein System der Wahlmonarchie, bei dem die wahlberechtigten Stammesführer einen Khan aus ihrer Mitte bestimmten. Die Unzufriedenheit mit Esens Anspruch mündete bald in offene Revolte gegen seine Führung.
Esen Tayishi wurde 1454, ein Jahr nach seinem Versuch zur Erlangung des Khan-Titels, vom Sohn eines politischen Gegners ermordet, den Esen umgebracht hatte. Nach seinem Tod konnten die Oiraten ihre Vormachtstellung unter den Mongolen nicht länger aufrechterhalten und blieben lange Zeit untereinander zerstritten.